# Sveti Anton (gmina Mošćenička Draga)
Sveti Anton – wieś w Chorwacji, w żupanii primorsko-gorskiej, w gminie Mošćenička Draga. W 2011 roku liczyła 8 mieszkańców.